# Наталья Прокофьевна
Наташа, Наталья Прокофьевна — второстепенный персонаж романа «Мастер и Маргарита» Михаила Булгакова.
Домработница у Маргариты Николаевны. Наташа, подражая хозяйке, раздевается, обмазывается волшебным кремом, становится ведьмой и летит на бал у
Воланда (верхом на борове, в которого превратился сосед с нижнего этажа Николай Иванович).
Наташа помогает служанке Воланда Гелле подготовить Маргариту к балу. Наташа захотела остаться ведьмой и попросила об этом Маргариту и Воланда.
В эпилоге романа судьбы Наташи и Маргариты, Ивана Бездомного связывается в официальном расследовании происшествия в одну целое
Коровьев.. свел с ума бедного поэта Ивана Бездомного; он и его шайка заставили исчезнуть из Москвы Маргариту Николаевну и ее домработницу Наташу. ...следствие пришло к заключению, что и хозяйка и ее домработница были загипнотизированы, подобно многим другим, и в таком виде похищены бандой.

## Описание персонажа
«грамотная, умная девушка», «…красавица Наташа».

## Происхождение персонажа
Зинаида Прокофьевна Бунина, Зинуша — девушка, служанка в доме профессора Преображенского в романе «Собачье сердце».

## Образ Наташи в кинематографе
| Название           | Страна | Год  | Режиссёр        | В роли Наташи         | Примечания |
| ------------------ | ------ | ---- | --------------- | --------------------- | ---------- |
| Мастер и Маргарита | Польша | 1988 | Мацей Войтышко  | Ванда Врублевская     |            |
| Мастер и Маргарита | Россия | 1994 | Юрий Кара       | Татьяна Ряснянская    |            |
| Мастер и Маргарита | Россия | 2005 | Владимир Бортко | Ксения Назарова       | телесериал |
| Мастер и Маргарита | Россия | 2024 | Михаил Локшин   | Виктория Мирошниченко |            |